# Lina Bolzoni
Lina Bolzoni (Soresina, 11 gennaio 1947) è una critica letteraria e storica della letteratura italiana.

## Biografia
Ha compiuto gli studi alla Scuola Normale Superiore di Pisa, dove poi è stata docente di Letteratura italiana dal 1997. Ha collaborato, nel corso della sua carriera, con numerose università in Francia e negli Stati Uniti d'America (tra esse la UCLA, la New York University, e la Harvard University). Ha vinto il Premio Brancati 2002 per la saggistica con La rete delle immagini e il premio speciale del presidente al Premio Viareggio dello stesso anno. Nel 2019 ha vinto il Premio De Sanctis per un saggio innovativo. Fa parte del consiglio scientifico dell'Istituto dell'Enciclopedia Italiana, è socia nazionale della Accademia dei Lincei e fellow della British Academy. Dirige presso la casa editrice Pacini Fazzi di Lucca la collana di testi e studi rinascimentali "Morgana".
Fra i suoi libri, si segnalano La stanza della memoria (Torino, Einaudi, 1995), che è stato tradotto in diverse lingue; La rete delle immagini. Predicazione in volgare dalle origini a Bernardino da Siena (Torino, Einaudi, 2002), tradotto in inglese; Poesia e ritratto nel Rinascimento, (Bari, Laterza, 2008); Il cuore di cristallo. Ragionamenti d'amore, poesia e ritratto nel Rinascimento (Torino, Einaudi, 2010), ll lettore creativo. Percorsi cinquecenteschi fra memoria, gioco, scrittura (Napoli, Guida, 2012) e Una meravigliosa solitudine. L'arte di leggere nell'Europa moderna (Torino, Einaudi, 2019).

## Opere
- L'universo dei poemi possibili. Studi su Francesco Patrizi da Cherso, Roma, Bulzoni, 1980.
- L. Bolzoni-Marcella Tedeschi, Dalla scapigliatura al verismo, Bari, Laterza, 1981.
- La stanza della memoria. Modelli letterari e iconografici nell'età della stampa, Collana Saggi n.797, Torino, Einaudi, 1995, ISBN 978-88-06-13762-5.
- La rete delle immagini. Predicazione in volgare dalle origini a Bernardino da Siena, Collana Saggi, Torino, Einaudi, 2002, ISBN 978-88-06-15011-2.
- Poesia e ritratto nel Rinascimento, a cura di F. Pich, Bari, Laterza, 2008, ISBN 978-88-420-8487-7.
- Il cuore di cristallo. Ragionamenti d'amore, poesia e ritratto nel Rinascimento, Collana Saggi n.914, Torino, Einaudi, 2010, ISBN 978-88-06-18828-3.
- Il lettore creativo. Percorsi cinquecenteschi fra memoria, gioco, scrittura, Napoli, Guida, 2012, ISBN 978-88-6666-177-1.
- L'Orlando Furioso nello specchio delle immagini, Roma, Istituto della Enciclopedia italiana, 2014.
- L. Bolzoni-Mino Gabriele, Immagini simboliche e metamorfosi di idee, Booktime, 2017, ISBN 978-88-6218-297-3.
- Una meravigliosa solitudine. L'arte di leggere nell'Europa moderna, Collana saggi, Torino, Einaudi, 2019, ISBN 978-88-06-23359-4.
- Nel giardino dei libri, Roma, Mauvais livres, 2023, ISBN 9791280264077.
- L. Bolzoni-José Tolentino de Mendonça, Poesia e stupore: Antiche e nuove esperienze, Roma, Treccani, 2024, ISBN 9788812011728.

### Curatele
- Tommaso Campanella, Opere letterarie, Torino, UTET, 1977.
- Lina Bolzoni, Pietro Corsi (a cura di), La cultura della memoria, Bologna, Il Mulino, 1991.
- Giulio Camillo, L'idea del theatro, Palermo, Sellerio, 1991.
- Tullio Pericoli. Opera incisa, Lubrina-LEB, 2014, ISBN 978-88-7766-520-1.
- Giulio Camillo, L'idea del theatro con L'idea dell'eloquenza, il De Transmutatione e altri testi inediti, Milano, Adelphi, 2015, ISBN 978-88-459-2982-3.
- (EN) The Italian Renaissance in the 19th Century. Revision, Revival, and Return, edited by L. Bolzoni and Alina Payne, Officina Libraria, 2018, ISBN 978-88-99765-49-1.

### Traduzioni in inglese
- The Gallery of Memory: Literary and Iconographic Models in the Age of the Printing Press, tradotto da Jeremy Parzen. Toronto, Toronto Italian Studies, 2001. ISBN 9780802043306
- The Web of Images: Vernacular Preaching from Its Origins to Saint Bernardino Da Siena, tradotto da Carole Preston and Lisa Chien, Farnham, UK: Ashgate Publishing, 2004. ISBN 978-0754605515.
- A Marvelous Solitude. The Art of Reading in Early Modern Europe, tradotto da Sylvia Greenup, Cambridge: Harvard University Press, 2023. ISBN 9780674660236.
- The Crystal Heart. Love, Poetry, and Portraiture in Renaissance Italy, Turnhout, Belgium: Harvey Miller Publishers, 2025. ISBN 9781915487506.